# Liv
Liv foi um canal de televisão por assinatura da América Latina. O canal foi lançado em abril de 2010, sendo coproduzido pela  Discovery Communications, e substituiu o canal People + Arts.
A programação do canal consistia de uma mistura de séries, reality shows e programas de entretenimento, na sua língua original com legendas em português. O canal foi descontinuado e, em seu lugar, entrou o canal  Investigação Discovery.

## Programação
- Charmed
- Brotherhood
- Blue Bloods
- Dexter (reprisou as primeiras temporadas)
- Dawson's Creek
- Descabelados
- Hawthorne
- Hawaii Five-0
- Happy Town
- Hell's kitchen
- Judging Amy
- Life Unexpected
- Mercy
- It Only Hurts When I Laugh!
- Mad Love
- Material Girl (Série)
- Paixões Perigosas
- Parenthood
- Pecados Mortais
- Prison Break
- Project Runway
- Last Man Standing
- Models of the Runway
- Providence
- Rescue Me
- Shear Genius
- So You Think You Can Dance
- LA Ink
- The Tudors
- Just Shoot Me!
- Frasier
- How to be a Gentleman (série)
- Whitney

No canal também eram transmitidos filmes.